# الزمالة

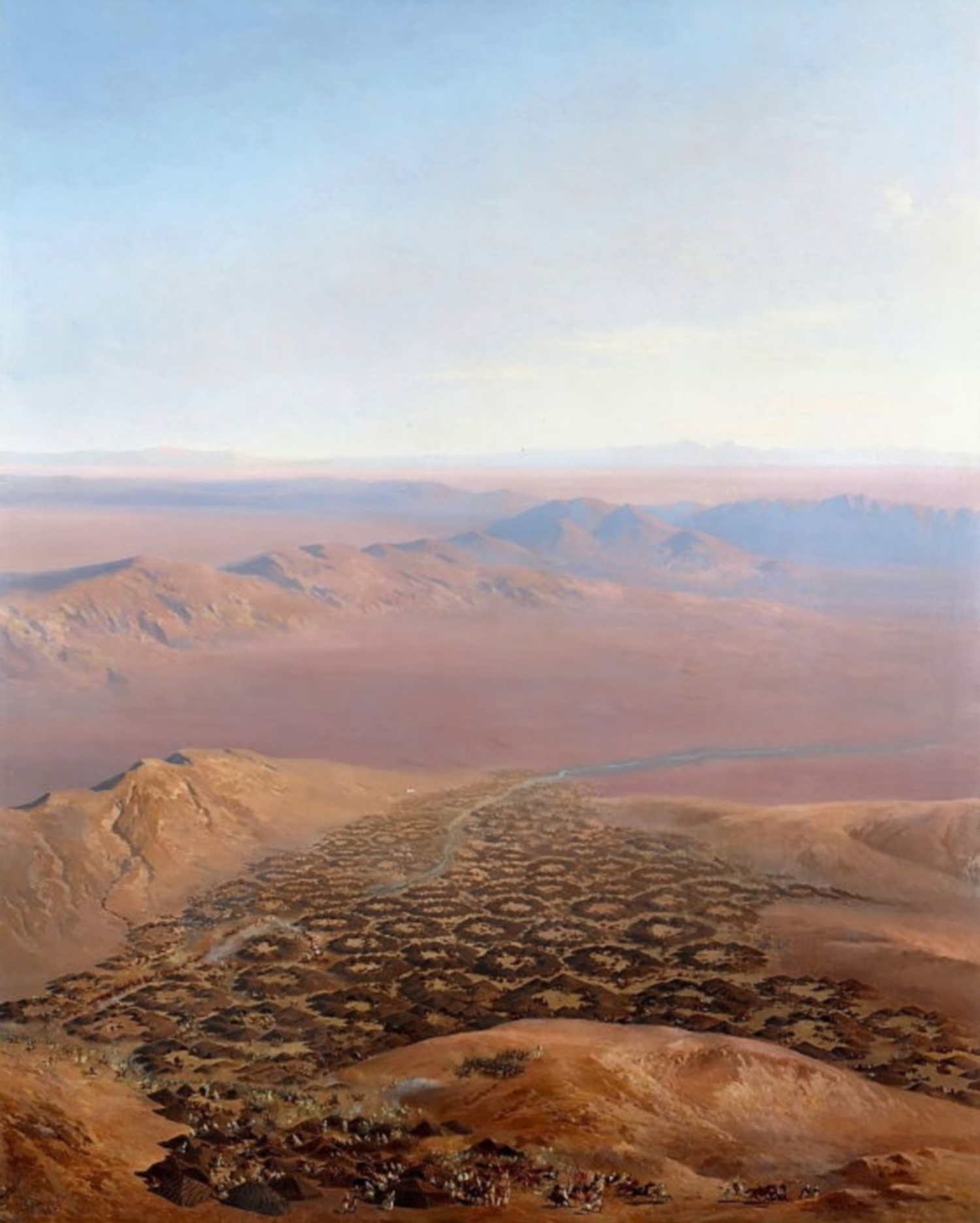
زمالة عبد القادر في منطقة منبع تاجوين ، ممثلة جان أنطوان سيميون دي فور.

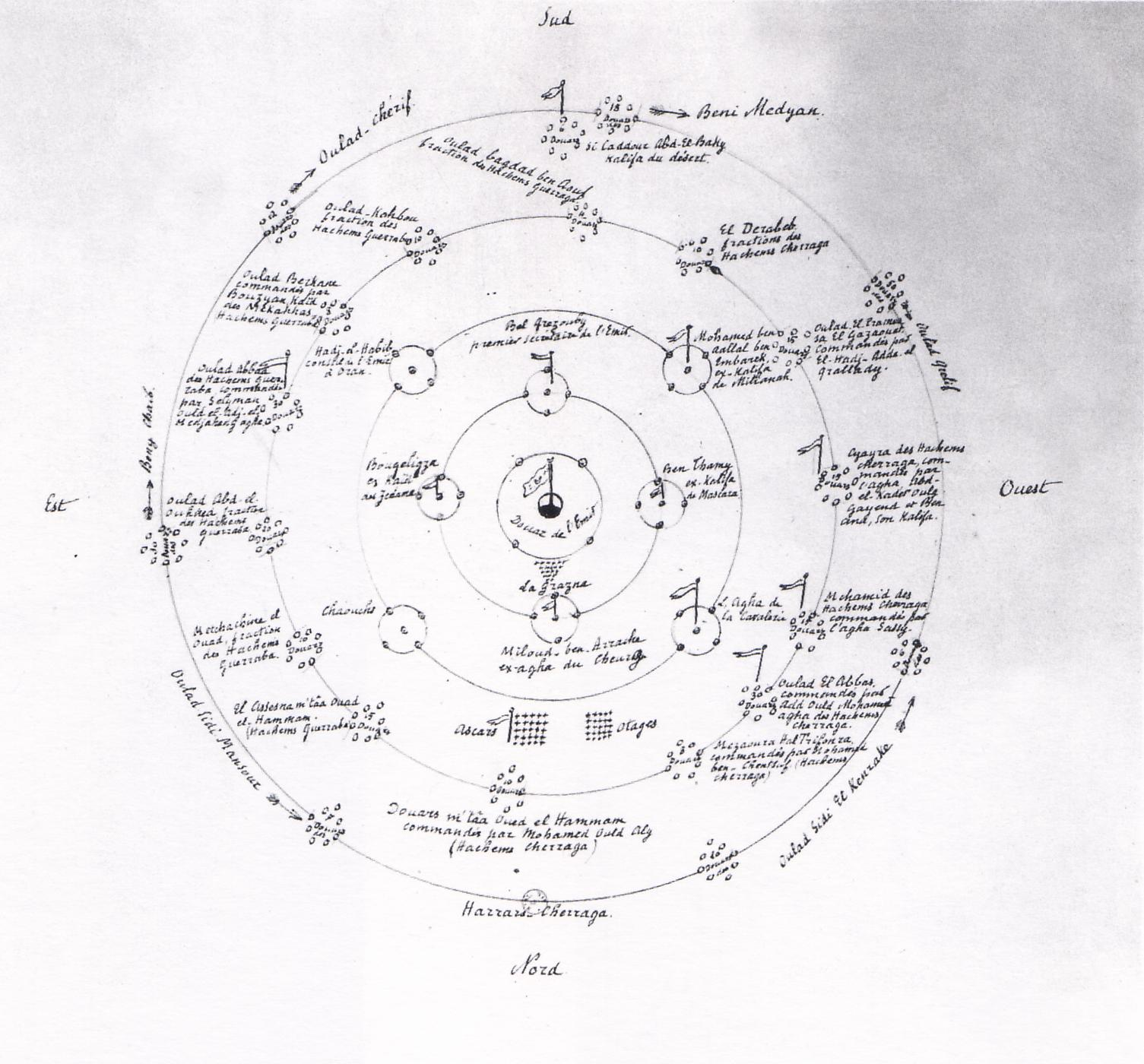
رسم تخطيطي لزمالة عبد القادر ، وفقًا لوصف العقيد دوماس.

الزمالة هي العاصمة المتنقلة للأمير عبد القادر بعد سقوط معسكر وتيهرت تاقدمت سنة 1841م، تحتوي على مجموعة من الخيم موزعة حسب مخطط مدروس، حيث يمكنها من التنقل والترحال من مكان لآخر والتملص من هجومات العدو الفرنسي، بلغ تعدادها السكاني حوالي 30 ألف نسمة، قضي عليها من طرف الدوق دومال في 16 مايو 1843م.

## أصل التسمية
الزمالة هي الاسم الذي أطلق على عاصمة دولة عبد القادر الجزائري المتنقلة، زمالة مشتق من المصطلح الجزائري العربي زمالة ، الذي يشير إلى تجمع للخيام على شكل حلقي، العائلات وحاشية شيخ القبيلة المرافقة له في رحلاته. والمرافقة له في كل مكان.

## تاريخ
أنظر معركة الزمالة وسقوط عاصمة الأمير من قبل دوق أومال.
كانت الجزائر جزءًا من الإمبراطورية العثمانية، وكانت تتمتع بحكم ذاتي. سعى جول دو بولينياك لاحتلال الجزائر لأجل إستعادة هيبة فرنسا تحت حكم تشارلز العاشر، في يوليو 1830.
في 16 مايو 1843 أي بعد 13 سنة من الغزو الفرنسي، استولى طابور مكون من 500 فارس بقيادة دوق أومالي، ابن ملك فرنسا لويس فيليب الأول، على جزء من منطقة زمالة الأمير عبد القادر الجزائري المقاوم للاستعمار الفرنسي.

كتب دوق أومالي: 
تعتبر زمالة الأمير أكثر من مجرد معسكر، فهي عاصمة متنقلة حقيقية لحوالي 30 ألف نسمة ، تتكون من رجال (حرفيين، جنود، إلخ) ولكن أيضًا من نساء وأطفال وخدم. يجمع شكلها الدائري معًا وتحدده في هندسة معقدة، كل القبائل التي لجأت إلى الأمير لمواصلة الجهاد ضد جيش ملكية يوليو الفرنسي.

## سقوط الزمالة والإستسلام
حارب السلطان المغربي عبد الرحمن إلى جانبه في معركة إسلي لكن المغاربة تخلوعنه بتوقيعهم معاهدة طنجة (1844) ويشنو طاردوه وحاربوه كما في معركة واد أسلاف. استسلم الأمير في عام 1847 للفرنسيين مؤقعا معهم وثيقة لإستسلام، لكنه لم يحترموه بإرساله إلى أرض المسلمين في سوريا.سُجن الأمير في أرض فرنسا ونقل لعدة أماكن منها (تولون، باو، بوردو وأمبواز)، ثم جاء إطلاق سراحه عام 1852 من قبل نابليون الثالث. لم تتوقف الحرب ومقاومة الشعب الجزائري ضد فرنسا بل تتالت الثورات والمقاومات ن قبل مقاومة الشيخ المقراني والمعارك التي دارت في الطوارق والتي استمرت حتى عام 1902 قبل ضم الجزائر الحالية.
بعد هذا الاستسلام وإختفاء العائق الأكبر فتحت الأبوب على استعمار الجزائر وشرعت فرنسا في إستقدام المعمرين للجزائر مثلما كان متبعا في العالم الجديد أي أمريكا. وأطلق الجزائريون على المستوطنين ب«رومي»، وهي كلمة عربية تشير إلى مسيحيي الغرب، المنحدرين من روما. ومن الجهة الأخرى وصف الفرنسيون الأصليون هؤلاء المعمرين الجدد القادمين من في أغلبهم من إسبانيا ومالطا وإيطاليا بالإضافة لفرنسا ب «الأقدام السوداء».
أدى هذا الحدث إلى إقامة معرض في تولون (إحدى المدن التي سُجن فيها عبد القادر) بعنوان عبد القادر في طولون، بطل الشاطئين ، والذي أقيم فيهِ في الفترة بين 11 ديسمبر 2004 وحتى يناير 2005.
من المعروف أنه أينما حلت زمالة الأمير عبد القادر سمي المكان بالزمالة وهو حال أحد أحياء زمورة قرب غليزان في غرب الجزائر.

## فهرس
- Bruno Étienne, François Pouillon (mars 2003). Abd el-Kader. Découvertes Gallimard (بالفرنسية). غاليمار. p. 128. ISBN:2-07-076749-3. {{استشهاد بكتاب}}: تحقق من التاريخ في: |تاريخ= (help)
- Bruno Étienne (janvier 2003). Abd el-Kader. Pluriel (بالفرنسية). هاشيت. p. 500. ISBN:2-01-279117-4. {{استشهاد بكتاب}}: تحقق من التاريخ في: |تاريخ= (help)